# 岐阜県立可児工業高等学校
岐阜県立可児工業高等学校（ぎふけんりつ かにこうぎょうこうとうがっこう）は、岐阜県可児市中恵土にある公立の高等学校である。

## 概説
通称は、「可児工」（かにこう）や「工業」。可茂地区で唯一の工業高等学校である。
同市内にある岐阜県立可児高等学校の通称は「可児高」（かにたか）であるが、かにこうと読む人もいるため、しばしば間違われる。

## 沿革
- 1963年（昭和38年） - 岐阜県立可児工業高等学校として設立し、機械科・電気科・工業化学科を置く。
- 1972年（昭和47年） - 電子科を新設する。
- 1974年（昭和49年） - 建築科を新設する。
- 1991年（平成3年） - 建築科を廃設し、建設工学科（建築コース・環境システムコース）を新設する。
- 1995年（平成7年） - 機械科を機械工学類型、制御システム工学類型に分ける。
- 2000年（平成12年） - 工業化学科を廃止し、応用技術科を新設する。
- 2004年（平成16年） - 電気科、電子科を統合して電気システム科を新設する。
- 2014年（平成26年） - 応用技術科を廃止し、化学技術科を新設する。

## 学校概要
創立
1963年（昭和38年）
学科
- 全日制・工業科
  - 機械工学科
  - 電気工学科
  - 化学技術工学科
  - 建設工学科群
    - ２年次より建築工学科か土木工学科を選択する。

所在地
岐阜県可児市中恵土2358-1

## 校訓

### 責任・信頼・協力
- 責任：責任とは、人として「是々非々」をわきまえ、自立すること。
- 信頼：信頼とは、頼りにされそれに応えられること。
- 協力：協力とは、お互いに助け合いよりよい集団をつくること。

## 行事

### 学校行事
球技大会
5月：バスケットボール、ソフトボール、バレーボール、卓球に分かれて実施される。
社会見学
6月：学科の進路にまつわる企業見学である。上級生になると鉄道館や明治村、飛騨高山や犬山城など、改めてその技術や文化を学び、ものづくりの文明と歴史にも触れる。
体育大会
10月：団別に分かれて実施する。各学科の特色がみられるので、学科ごとの仲間意識が強くなるイベントとなる。
文化祭
11月：全クラス、部活動、有志団体によって実施される。PTAによる屋台やバンド活動など、二日間にかけて生徒会主催で盛大に行われる。

### ホームステイ
毎年オーストラリアの高校生とのホームステイによる交流があり、何十人もの生徒がホームステイを体験する。同年代の貴重な友人をつくることができ、家族共にいい体験になる。

### その他
理工系大学、可児市、企業との連携が多い。社会見学の他に企業見学や課題研究、インターンシップや産学官連携事業など、勉強だけではない、のびのびと学べる校風が特徴的である。もちろん、理工系の有名私大への進学も多く、指定校推薦は大変恵まれている。
　無印良品で実施しているものづくり体験、可児自動車学校によるドローン実習、お茶の淹れ方や珈琲の淹れ方など、地域と積極的に関わりながら、楽しく学ぶ実習を展開している。

## 部活動

### 運動系部活動
- バレーボール部
- バスケットボール部
- 野球部
- テニス部
- サッカー部
- ホッケー部（全国大会出場）
- ラグビー部
- 卓球部
- 陸上部

### 文化系部活動
- 美術部
- 吹奏楽部
- 放送部

### 生産系部活動
- 機械システム部
- 電気システム部（全国大会優勝）
- 化学技術部
- 建設部（全国大会出場）

### 特設部活動
- ボート部

## アクセス
- JR太多線「可児駅」より北東へ徒歩で約20分。
- JR高山本線「古井駅」より南へ自転車で約20分。
- 名古屋鉄道広見線「新可児駅」より北東へ徒歩で約20分。
- 東鉄バス「可児工業高校前」停留所より徒歩。
- 可児市の市街地に位置するので、学校の付近にはラーメン屋、スーパー、コンビニなどがありとても便利な立地である。

## 登校の特徴
最寄り駅であるJR太多線「可児駅」、名鉄広見線「新可児駅」のほか、JR高山本線「古井駅」から徒歩か自転車で登校する。